# James Dougherty
Pour les articles homonymes, voir Dougherty.
 (octobre 2022).
La mise en forme du texte ne suit pas les recommandations de Wikipédia : il faut le « wikifier ».
Les points d'amélioration suivants sont les cas les plus fréquents. Le détail des points à revoir est peut-être précisé sur la page de discussion.
- Les titres sont pré-formatés par le logiciel. Ils ne sont ni en capitales, ni en gras.
- Le texte ne doit pas être écrit en capitales (les noms de famille non plus), ni en gras, ni en italique, ni en « petit »…
- Le gras n'est utilisé que pour surligner le titre de l'article dans l'introduction, une seule fois.
- L'italique est rarement utilisé : mots en langue étrangère, titres d'œuvres, noms de bateaux, etc.
- Les citations ne sont pas en italique mais en corps de texte normal. Elles sont entourées par des guillemets français : « et ».
- Les listes à puces sont à éviter, des paragraphes rédigés étant largement préférés. Les tableaux sont à réserver à la présentation de données structurées (résultats, etc.).
- Les appels de note de bas de page (petits chiffres en exposant, introduits par l'outil «  Source ») sont à placer entre la fin de phrase et le point final[comme ça].
- Les liens internes (vers d'autres articles de Wikipédia) sont à choisir avec parcimonie. Créez des liens vers des articles approfondissant le sujet. Les termes génériques sans rapport avec le sujet sont à éviter, ainsi que les répétitions de liens vers un même terme.
- Les liens externes sont à placer uniquement dans une section « Liens externes », à la fin de l'article. Ces liens sont à choisir avec parcimonie suivant les règles définies. Si un lien sert de source à l'article, son insertion dans le texte est à faire par les notes de bas de page.
- La présentation des références doit suivre les conventions bibliographiques. Il est recommandé d'utiliser les modèles {{Ouvrage}}, {{Chapitre}}, {{Article}}, {{Lien web}} et/ou {{Bibliographie}}. Le mode d'édition visuel peut mettre en forme automatiquement les références.
- Insérer une infobox (cadre d'informations à droite) n'est pas obligatoire pour parachever la mise en page.

Pour une aide détaillée, merci de consulter Aide:Wikification.
Si vous pensez que ces points ont été résolus, vous pouvez retirer ce bandeau et améliorer la mise en forme d'un autre article.
James Dougherty (né le 12 avril 1921 et mort le 15 août 2005) est un officier de police américain et le premier entraîneur d'armes et de tactiques spéciales. Il est surtout connu comme le premier mari de l'actrice Marilyn Monroe.

## Biographie
James Edward Dougherty est né le 21 avril 1921 au Texas. Il était le cinquième et dernier enfant d'Edward et Ethel Dougherty (née Beatty), originaires de Pueblo (Colorado). Après avoir déménagé à Globe (Arizona), la famille a souffert de la Grande Dépression, vivant dans une tente. Dougherty est diplômé de la Van Nuys High School en 1938, dans la même classe que l'actrice Jane Russell.
Après avoir obtenu son diplôme, Dougherty a refusé une bourse d'athlétisme de l'université de Californie à Santa Barbara. Au lieu de cela, il a travaillé la nuit chez Lockheed Aircraft, rencontrant Norma Jean Baker. À la suite du déménagement de ses parents adoptifs, le retour de Baker dans un orphelinat a été empêché lorsque Dougherty l'a épousée le 19 juin 1942. Elle a abandonné le lycée et est devenue femme au foyer. Ils ont déménagé sur l'île Santa Catalina, où Dougherty a rejoint la marine marchande et a enseigné la sécurité en mer.
En avril 1944, Dougherty est affecté dans le Pacifique Sud. Baker est retournée à Van Nuys, où elle a été remarquée par le photographe David Conover. Elle a ensuite signé un contrat avec l'agence Blue Book Model et la 20th Century Fox, qui stipulait qu'elle devait être célibataire.
Par conséquent, Baker a divorcé de Dougherty en 1946. Il a reçu les papiers du divorce alors qu'il était sur le Yangtsé et a rejeté ses ambitions. Cependant, elle a suivi sa carrière en tant qu'actrice Marilyn Monroe, et après sa mort, il est apparu dans l'émission CBS To Tell The Truth et a donné de nombreuses interviews. Il a commenté en 2002 :

« La célébrité lui a été préjudiciable. Elle était trop douce pour être une actrice. Elle n'était pas assez dure pour Hollywood. Et quand quelqu'un commence à prendre des pilules, comme elle, les gens peuvent dégringoler. Ils ne peuvent pas dormir, alors ils prennent de plus en plus de pilules. »

— James Dougherty, Interview avec Associated Press en 2002
En 1947, Dougherty a épousé Patricia Scoman et ils ont eu trois filles. En 1949, il rejoint le département de police de Los Angeles et sert comme détective. Il a participé à la création du groupe Special Weapons and Tactics, devenant le premier officier à le former. Il a également brisé un complot visant à kidnapper James Garner, .
Dougherty a épousé sa dernière épouse, Rita Lambert, en 1974. Ensemble, ils ont déménagé dans sa ville natale de Sabattus, dans le Maine, où il a enseigné à la Criminal Justice Academy et a travaillé comme commissaire du comté d'Androscoggin, Il a également travaillé pour la Maine Boxing Commission et est apparu dans le documentaire The Discovery Of Marilyn Monroe, avec l'acteur Robert Mitchum et son amie de lycée Jane Russell.
Dougherty et Russell sont également apparus sur Sally en 1992, accompagnés de Susan Strasberg. Tout au long de sa vie, il a publié deux mémoires, The Secret Happiness of Marilyn Monroe et To Norma Jeane With Love, Jimmie.
En 2003, la femme de Dougherty est décédée. Marilyn's Man, un documentaire sur Dougherty, a été tourné en 2004. Il est décédé le 15 août 2005. Sa mort a fait une nécrologie autonome dans plusieurs médias, dont le Los Angeles Times, le Chicago Tribune et le New York Times.